# Neder-Oostenrijk (Habsburgse erflanden)
Neder-Oostenrijk is een oude benaming voor het aartshertogdom Oostenrijk.
Bij de verschillende delingen van de Habsburgse bezittingen ontstonden meestal de volgende clusters van landen.
- Neder-Oostenrijk voor het aartshertogdom Oostenrijk, dat bestond uit de huidige bondsstaten Opper-Oostenrijk en Neder-Oostenrijk
- Opper-Oostenrijk voor het graafschap Tirol, Vorarlberg en bezittingen in de Elzas en in Baden-Württemberg. De laatste drie complexen werden aangeduid als Voor-Oostenrijk.
- Binnen-Oostenrijk voor de hertogdommen Stiermarken, Karinthië en Krain en enige aangrenzende kleinere gebieden.